# Sadlinki
Sadlinki (Sedlinen fino al 1945) è un comune rurale polacco del distretto di Kwidzyn, nel voivodato della Pomerania.
Ricopre una superficie di 112,19 km² e nel 2004 contava 5 491 abitanti.